# Pižinovac
Pižinovac is een plaats in de gemeente Slivno in de Kroatische provincie Dubrovnik-Neretva. De plaats telt 13 inwoners (2001).